# 清水港異聞 森の石松 1861
『清水港異聞 森の石松 1861』は、劇団岸野組の舞台作品。

## ストーリー
森の石松が都鳥一家に暗殺されたという伝説をもとにしたミュージカル仕立ての作品である。

## 清水港異聞 森の石松 1861 -春場所-

### 公演
- 1992年3月8日～15日、東京芸術劇場小ホール2 [3][4]
- 1992年4月13日～16日、パルテノン多摩小ホール

### スタッフ
- 演出：岸野幸正・戸田恵子
- 台本：観世桂男
- 音楽：星出尚志
- 音響：清水吉郎
- 照明：関嘉明
- 歌唱指導：武井陽子
- 振り付け ：宮三紗
- 助人：清水茂之・大野修作
- 小道具：高津映画装飾
- 美術/衣装：黒瀧きみえ
- 大道具協力：つむら工芸
- 衣装：松竹衣装
- かつら：太陽かつら店
- 制作/協力：小竹智子

### キャスト
- 森の石松：岸野幸正
- 清水次郎長：鈴置洋孝
- 川越の松吉：関俊彦
- 増川仙右衛門：大倉正章
- 法印大五郎：麻生健史
- 桶屋の鬼吉：田中完、中野博行(多摩公演)
- 追分三五郎：大地黎
- 大野の鶴吉：藤田まお
- 七五郎：中尾隆聖
- お民：保月千恵子
- 吉兵衛：松本謙二
- おくま：春原奈緒美
- 常吉：中原潤
- お駒：福間睦美
- 梅吉：志賀克也
- 大阪商人：鉄砲塚葉子
- 柳次：井上太
- おとら：横部彰子
- 三十石船の男：竹田浩三
- 三十石船の女 ：武井陽子(多摩公演)
- ガイド：山路清子
- アンサンブル：奥戸裕子、村上佳之、村田くにこ、林理恵、中野博行、竹内文菜、逸見久美

## 清水港異聞 森の石松 1861 -改訂版-

### 公演
- 1994年4月5日～10日、下北沢本多劇場[5]
- 1994年5月21日～6月15日、首都圏演劇鑑賞会
- 1996年10月14日、浅草公会堂
- 1996年10月16日～18日、浜北市民会館
- 1996年10月19日、森町文化会館・ミキホール

### スタッフ
- 演出：岸野幸正・戸田恵子
- 台本：観世桂男
- 作詞：戸田恵子
- 音楽：星出尚志
- 音響：清水吉郎
- 照明：関嘉明
- 舞台監督：粟飯原和弘
- 歌唱指導：武井陽子
- 振り付け：宮三紗
- 大道具：つむら工芸
- 美術：黒瀧きみえ
- 衣装：三大寺志保美
- かつら：太陽かつら店
- 制作：大石千秋
- 宣伝美術：青木麻貴
- 協力：81プロデュース、俳協、青二プロダクション、アーツビジョン、アトリエダンカン、シス・カンパニー

### キャスト
- 森の石松：岸野幸正
- 清水次郎長：鈴置洋孝
- 増川右衛門：井上純一、大倉正章(浅草、浜北市、森町公演)
- 川越の松吉：小松正一
- 法印大五郎：田中完
- 追分三五郎：大地黎
- 大野の鶴吉：藤田まお
- 桶屋の鬼吉：志賀克也
- お熊：逸見久美子、山路清子(浅草、浜北市、森町公演)
- 小松村の七五郎：深貝大輔、中原潤(浅草、浜北市、森町公演)
- お駒：白木美貴子
- 柳次：大倉正章、桜井昭慶(浅草、浜北市、森町公演)
- お民：保月千恵子、松本良永(浅草、浜北市、森町公演)
- 都鳥吉兵衛：松本謙二、辻村真人(浅草、浜北市、森町公演)
- 梅吉：村上佳之
- 常吉：いまむらのりお
- アンサンブル：竹内文菜、鍋田桂子、山路清子、奥戸裕子、春原奈緒美、麻生健史
- アンサンブル(浅草、浜北市、森町公演)：木村ひろみ、大坪裕美、藤根裕也、南川千明

## 清水港異聞 森の石松 1861 -秋場所-

### 公演
- 1999年10月7日～10日、東京芸術劇場中ホール

### スタッフ
- 演出：岸野幸正
- 台本：観世桂男
- 作詞：戸田恵子
- 音楽：星出尚志
- 音響：清水吉郎
- 照明：関嘉明
- 舞台監督：粟飯原和弘
- 歌唱指導：武井陽子
- 振り付け：金田誠一郎
- 大道具：つむら工芸
- 美術：皿田圭作
- 衣装：三大寺志保美
- 制作：大石千秋
- かつら：太陽かつら店
- 宣伝美術：青木麻貴
- 大道具製作：C-COM
- 後援：文化放送
- 協力：福麻むつ美、青二プロダクション、81プロデュース、シグマ・セブン、アーツビジョン、大橋巨泉事務所、レオナール・M、大沢事務所、ミツヤプロジェクト、芹沢事務所、M・Tプロジェクト、M・D・C

### キャスト
- 森の石松：岸野幸正
- 清水次郎長：中原潤
- 松吉：志賀克也
- 増川仙右衛門：小杉十郎太
- 法印大五郎：田中完
- 追分三五郎：くじら
- 大野の鶴吉：藤田まお
- 桶屋の鬼吉：長谷部高史
- お駒：旺なつき
- 七五郎：深貝大輔
- お民：安藤亮子
- 柳次：大倉正章
- 梅吉：村上佳之
- 常吉：三ツ矢雄二
- 都鳥：塩屋浩三
- アンサンブル：鉄砲塚葉子、山路清子、奥戸裕子、木村ひろみ、礒部由江、徳倉紀久代、桜井昭慶、桝中玲、中澤政彦、上岡昌雄、富山真希、馬場真子